# Nan Madol

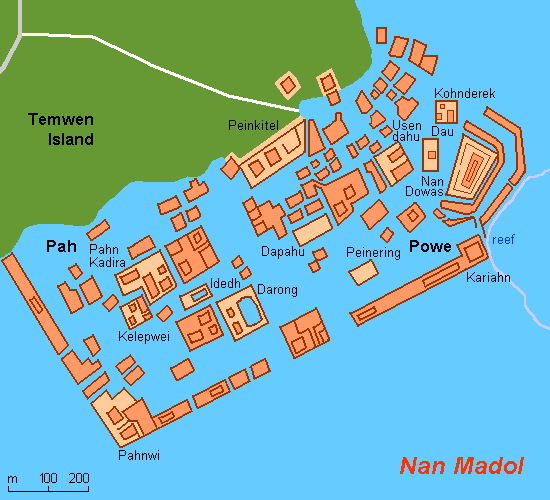
Karta over Nan Madol

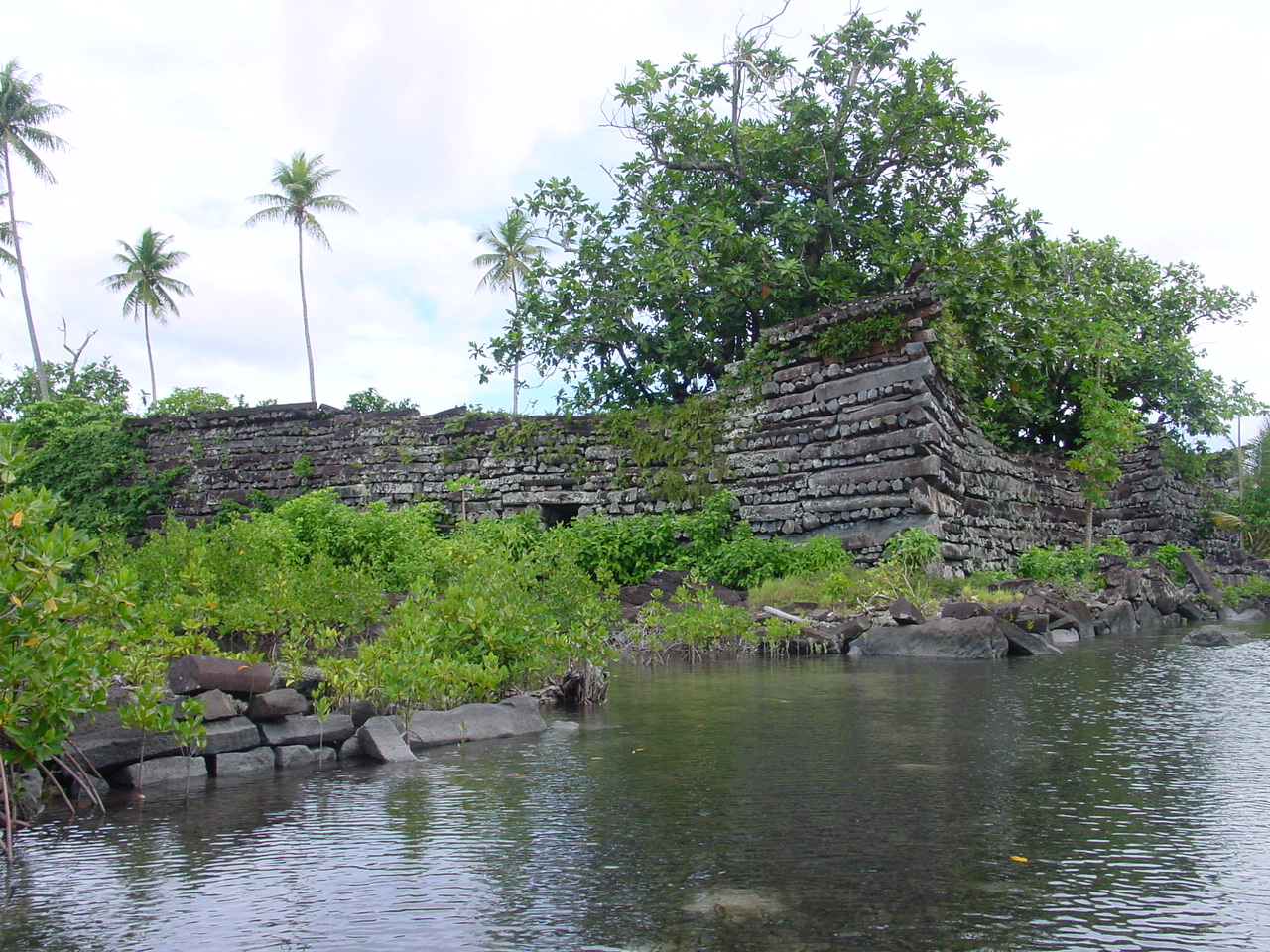
Nan Madol

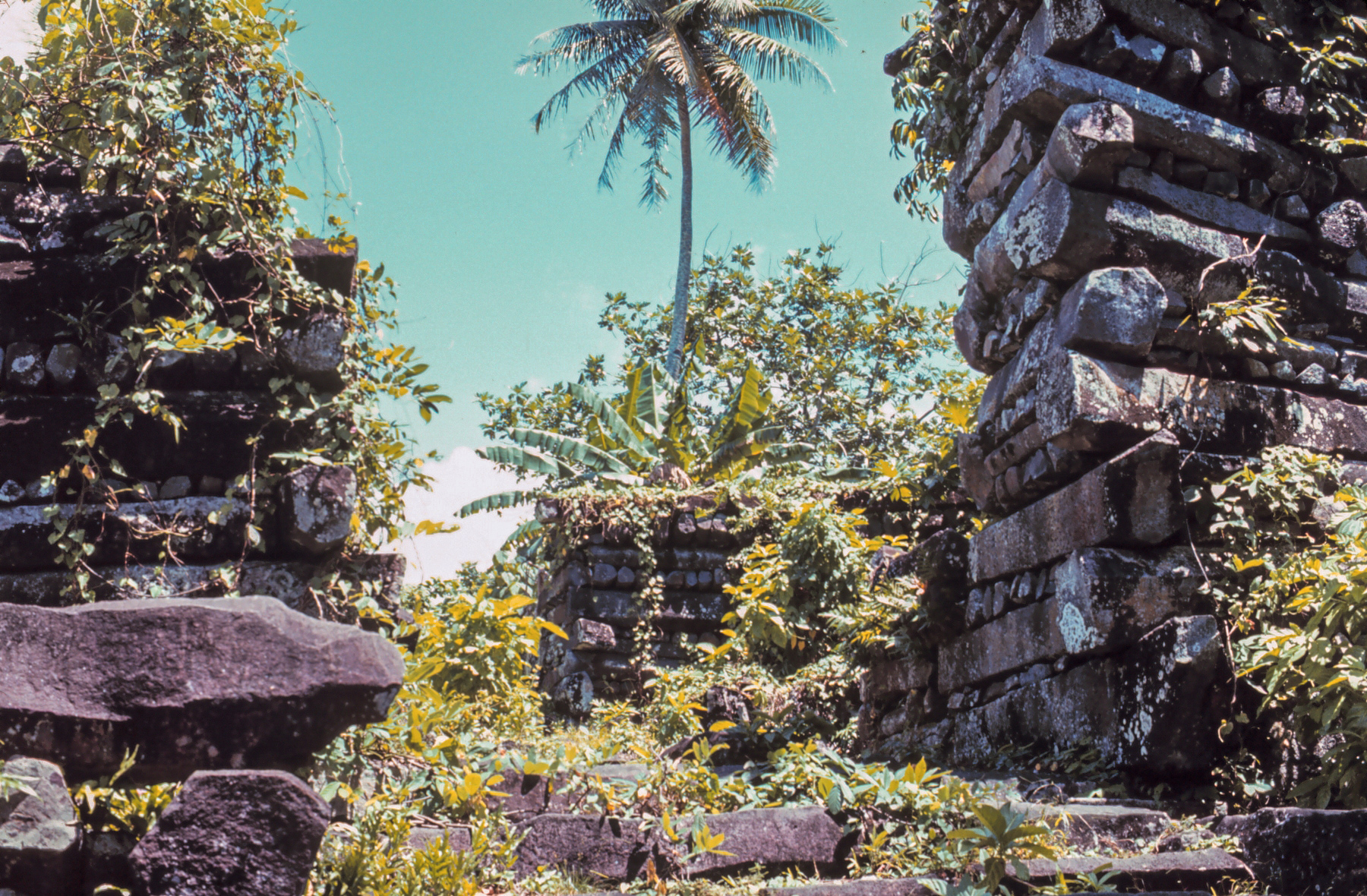
Nan Madol

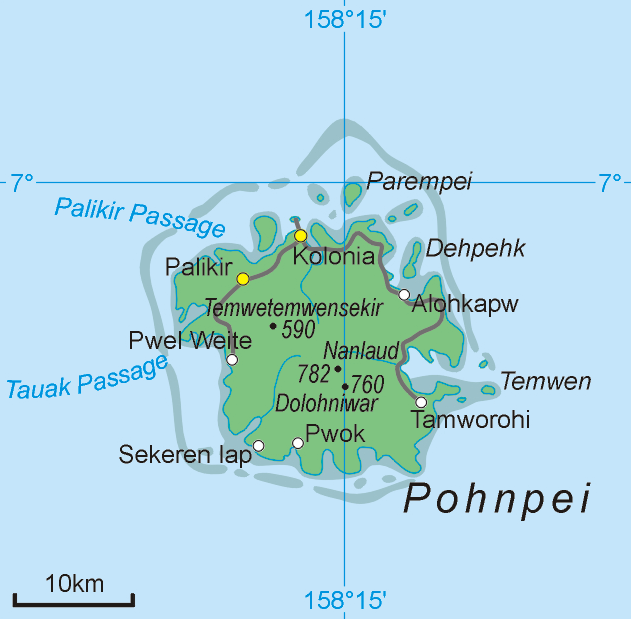
karta over Pohnpei, Temwen längst till höger

Nan Madol är ett historiskt stadsområde utanför Pohnpeis östra kust i Mikronesiens federerade stater i västra Stilla havet. Staden kallas ibland "Söderhavets Venedig" och kan jämföras med platser som Angkor, Chichén Itzá och Machu Picchu.

## Staden
Nan Madol ligger på Temwenöns sydöstra del ca 40 km sydöst om Palikir.
Området har en areal om ca 18 km² och ligger delvis på ön och delvis i havet innanför ett korallrev på ca 92 konstgjorda öar med ett omfattande kanalsystem.
Staden var den politiska och ceremoniella huvudstaden i Saudeleur-riket och beboddes huvudsakligen av rikets präster, adelsmän och kungligheter. Staden delades i Madol Powe (Övre staden) och Madol Pah (Nedre staden) där olika öar hade olika verksamheter. Uppskattningsvis bodde som mest ca 1 000 människor här. Öarna är uppbyggda med yttre murar som sedan fyllts med jordmassa. Den mest imponerande ön är Nan Dowas där murarna når en höjd på 4 till 8 m. Stenblocken till de yttre murarna är hamrade ur basalt och hämtades från stenbrott över hela Pohnpei. De väger flera ton och de längsta är över 7 m långa.
Centrala Nan Madol täcker ett cirka 1 500 meter långt och cirka 500 meter brett område.

### Madol Powe
Madol Powe är religions- och begravningsområdet med cirka 52 öar i den nordöstra delen med bl.a.
- Nan Dowas, stor fästning, byggd helt av upp till 7 m långa stenblock, kungarnas begravningsplats
- Usendahu, köksområdet för mat- och måltidsförberedelser
- Dapahu, hantverksområdet med främst kanottillverkning
- Peinering, bearbetning av kokosnötter, främst kopra och kokosolja
- Peinkitel, begravningsplats, ett stort antal gravvårdar
- Dau, kungliga vaktstyrkans förläggning
- Kariahn, begravningsplats, ett stort antal gravvårdar
- Kohnderek, ceremoniell minnesplats för att sörja de döda

### Madol Pah
Madol Pah är förvaltnings- och residensområdet med cirka 40 öar i den sydvästra delen med bl.a.
- Pahn Kadira, kungaresidensen
- Darong, begravningsplats, ett stort antal gravvårdar
- Idehd, rituellt område tillägnat ålen, även vapenförråd
- Kelepwei, residens- och bostadsområde
- Pahnwi, bostadsområde

Utanför centrala Nan Madol ligger ytterligare några öar som Mall och Naahnningi några hundra meter söderut och Pelniot några hundra meter norrut.

## Historia
Saudeleurdynastin regerade från 500-talet fram till 1500-talet och var den första strukturerade statsbildningen på ön.
Nan Madol påbörjades kring 800-talet men beboddes möjligen redan 200 f.Kr. Storhetstiden inföll först senare och de megalitiska byggena tillkom troligen först kring 1200-talet.
Saudemwohi, den siste kungen i Saudeleurdynastin, tros ha dödats kring 1520 av Isokelekel från Kosrae som då grundade den efterföljande Nanmwarki-dynastin. Efter Isokelekels död kring 1600 splittrades Pohnpei i fem riken och Nan Madol tappade snabbt i betydelse.
När Nan Madol återupptäcktes i början på 1900-talet återstod endast ruiner. 1910 utforskades området av tyske etnologen Paul Hambruch och även amerikanska vetenskapsmän genomförde undersökningar på 1980-talet.
1985 utnämndes staden till historiskt område.